# Meguiloth
Cet article traite des Cinq Rouleaux de la Bible. Pour les cinq Livres de la Bible, voir Pentateuque. Pour le traité Meguila du Talmud, voir Meguila (traité).

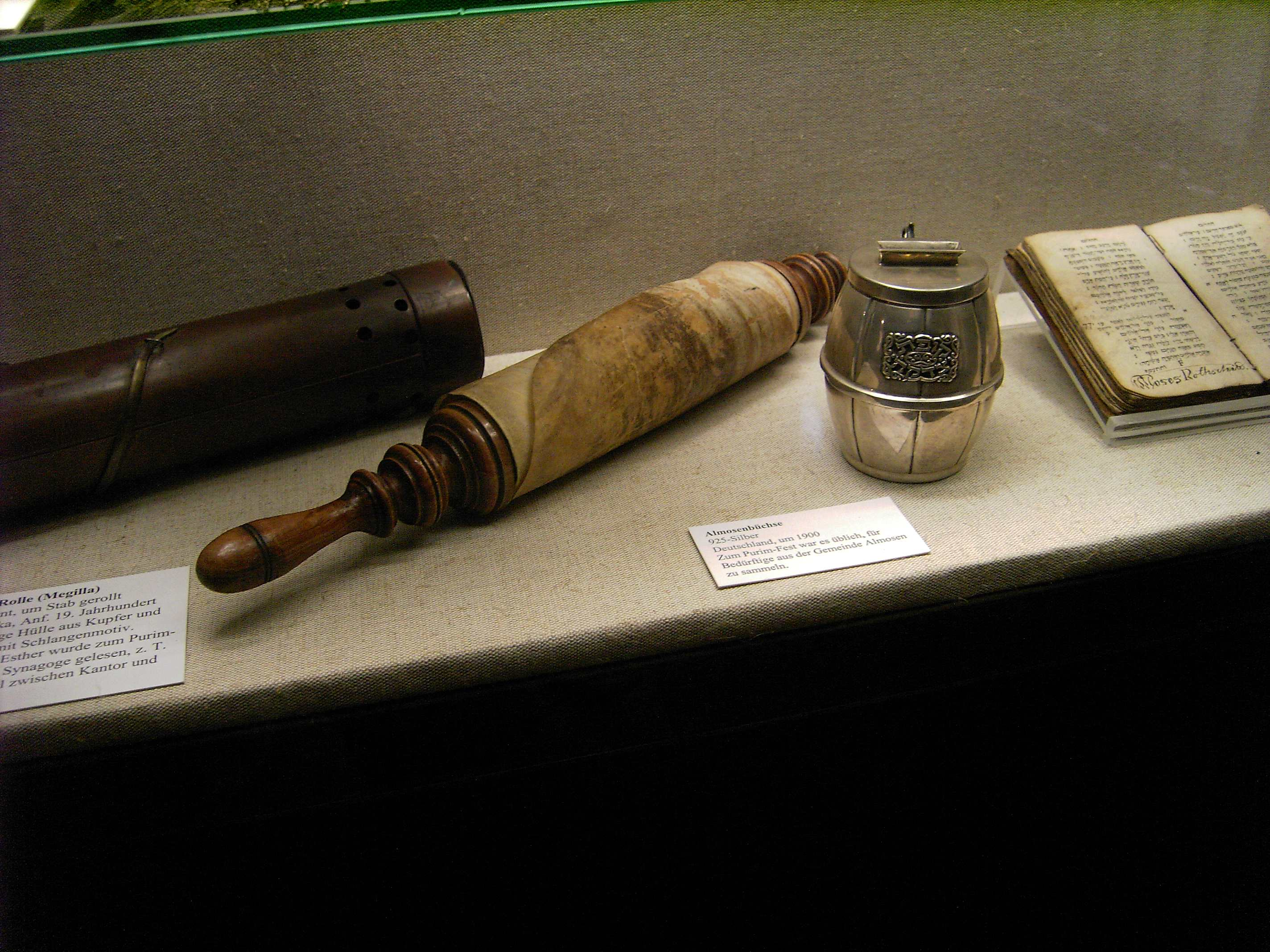
La Meguila (d'Esther) de Göttingen.

Les Cinq Rouleaux ou Meguiloth (חמש מגילות, Hamech Meguilote ou Homeish Meguilôs) sont une subdivision des Ketouvim (« Autres Écrits » de la Bible hébraïque), comprenant le Cantique des cantiques, le Livre de Ruth, le Livre des Lamentations, l'Ecclésiaste et le Livre d'Esther. Ce dernier est le plus célèbre des Meguiloth : « la Meguila » sans précision fait le plus souvent référence au Livre d'Esther.

## Histoire
Les Cinq Rouleaux furent considérés comme un groupe assez tôt, ainsi qu'en atteste le Midrash Rabba, lequel fut compilé sur le Pentateuque et les cinq rouleaux.

## Usage liturgique
Chaque Meguila est traditionnellement lue en public à la synagogue au cours de l'année dans beaucoup de communautés juives. Dans le Tanakh (la Bible hébraïque), elles sont classées selon l'ordre de leur lecture. Le premier des mois des fêtes (pas de l'année calendrier) étant Nissan, l'ordre est donc :
1. Le Cantique des Cantiques (hébreu : Shir haShirim ; שיר השירים) est publiquement lu dans certaines communautés, en particulier les Ashkénazes, lors du shabbat de Pessa'h. Dans beaucoup de communautés originaires d'Orient, on le lit chaque semaine au début du shabbat[1]. Une coutume répandue est aussi de le lire à la fin du séder de Pessa'h.

## Dans la Mishna
Meguila est aussi le nom du dixième traité de la Mishna du Seder Moëd. 
Il traite des lois de Pourim et contient un riche matériel exégétique sur le Livre d'Esther. Il inclut aussi des lois concernant la lecture publique de la Torah et d'autres pratiques communautaires devant se dérouler à la synagogue.